# Josip Popić
Josip Popić (Graz, Austria, 29 de abril de 1998) es un baloncestista austríaco con nacionalidad croata que pertenece a la plantilla de Hestia Menorca. Con 2,11 metros de estatura, juega en la posición de pívot. 

## Trayectoria deportiva
Es un jugador nacido en Graz y formado en las categorías inferiores del BSC Raiffeisen Panthers Fürstenfeld, con el que llegó a debutar en la Admiral Basketball Bundesliga durante la temporada 2013-14. 
En 2014, firma por el KK Cibona de la A1 Liga en el que juega durante cuatro temporadas.
En la temporada 2018-19, firma por el KK Cedevita de la A1 Liga.
En la temporada 2019-20, firma por el KK Borik de la A1 Liga.
En la temporada 2020-21, regresa a Austria para jugar en el UBSC Raiffeisen Graz de la Admiral Basketball Bundesliga, con el que disputa 6 partidos en los que promedia de 7 puntos, 6.3 rebotes y 0.2 asistencias.
El 29 de diciembre de 2020, firma por el Club Bàsquet L'Hospitalet de la Liga LEB Plata, con el que promedia 12,5 puntos y 5,9  rebotes para una media de 25 minutos por partido.
En la temporada 2021-22, jugaría en las filas del KK Zabok y del KK Cibona en la A1 Liga.
El 5 de septiembre de 2022, firma por el Hestia Menorca de la Liga LEB Plata.